# Diskografie Bastille
Toto je seznam vydané diskografie anglické indie pop kapely Bastille.

## Alba

### Studiová alba
| Název                                                                                   | Detaily o albu                                                 | Umístění v hitparádách | Umístění v hitparádách | Umístění v hitparádách | Umístění v hitparádách | Umístění v hitparádách | Umístění v hitparádách | Umístění v hitparádách | Umístění v hitparádách | Umístění v hitparádách | Umístění v hitparádách | Prodeje                         | Certifikace |
| Název                                                                                   | Detaily o albu                                                 | UK                     | AUS                    | AUT                    | BEL                    | CAN                    | GER                    | IRL                    | NZ                     | SWI                    | US                     | Prodeje                         | Certifikace |
| --------------------------------------------------------------------------------------- | -------------------------------------------------------------- | ---------------------- | ---------------------- | ---------------------- | ---------------------- | ---------------------- | ---------------------- | ---------------------- | ---------------------- | ---------------------- | ---------------------- | ------------------------------- | --- |
| Bad Blood                                                                               | - Vydáno: 4. března 2013 (UK) - Vydavatelství: Virgin, EMI     | 1                      | 10                     | 31                     | 6                      | 19                     | 23                     | 5                      | 28                     | 15                     | 11                     | - UK: 1,065,681 - WW: 6,000,000 | - BPI: 3× Platinum - ARIA: Gold - BEA: Gold - BVMI: Platinum - IFPI AUT: Platinum - IRMA: Gold - MC: Gold - RIAA: Platinum |
| Wild World                                                                              | - Vydáno: 9. září 2016 - Vydavatelství: Virgin, EMI            | 1                      | 7                      | 5                      | 2                      | 7                      | 6                      | 2                      | 12                     | 5                      | 4                      | - UK: 227,836                   | - BPI: Gold |
| Doom Days                                                                               | - Vydáno: 14. června 2019 - Vydavatelství: Virgin EMI          | 4                      | 21                     | 10                     | 5                      | 30                     | 9                      | 18                     | 30                     | 8                      | 5                      | - UK: 95,186                    | - BPI: Gold |
| Give Me the Future                                                                      | - Vydáno: 4. února 2022 - Vydavatelství: EMI                   | 1                      | 69                     | 30                     | 15                     | —                      | 15                     | 96                     | —                      | 28                     | 110                    | - UK: 19,906                    | - BPI: Silver |
| "&"                                                                                     | - Vydáno: 25. října 2024 - Vydavatelství: Best Laid Plans, EMI | —                      | —                      | —                      | —                      | —                      | —                      | —                      | —                      | —                      | —                      |                                 | |
| "—" značí, že se nahrávka neumístila v hitparádách nebo v tomto území ani nebyla vydána |                                                                |                        |                        |                        |                        |                        |                        |                        |                        |                        |                        |                                 | |

### Znovuvydaná alba
| Název                                                                                   | Detaily o albu                                                 | Umístění v hitparádách | Umístění v hitparádách | Umístění v hitparádách | Umístění v hitparádách | Umístění v hitparádách | Umístění v hitparádách | Certifikace      |
| Název                                                                                   | Detaily o albu                                                 | DEN                    | FIN                    | GER                    | ITA                    | NZ                     | SWI                    | Certifikace      |
| --------------------------------------------------------------------------------------- | -------------------------------------------------------------- | ---------------------- | ---------------------- | ---------------------- | ---------------------- | ---------------------- | ---------------------- | ---------------- |
| All This Bad Blood                                                                      | - Vydáno: 25. listopadu 2013 (UK) - Vydavatelství: Virgin, EMI | 25                     | 27                     | 26                     | 52                     | 19                     | 66                     | - IFPI DEN: Gold |
| Doom Days (This Got Out of Hand)                                                        | - Vydáno: 6. prosince 2019 - Vydavatelství: Virgin EMI         | —                      | —                      | —                      | —                      | —                      | —                      |                  |
| Give Me the Future + Dreams of the Past                                                 | - Vydáno: 26. srpna 2022 - Vydavatelství: Virgin EMI           | —                      | —                      | —                      | —                      | —                      | —                      |                  |
| "—" značí, že se nahrávka neumístila v hitparádách nebo v tomto území ani nebyla vydána |                                                                |                        |                        |                        |                        |                        |                        |                  |

### Koncertní alba
| Název         | Detaily                                               |
| ------------- | ----------------------------------------------------- |
| MTV Unplugged | - Vydáno: 22. dubna 2023 - Vydavatelství: Virgin, EMI |

### Remixová alba
| Název   | Detaily                                               | Umístění v hitparádách |
| Název   | Detaily                                               | US Dance               |
| ------- | ----------------------------------------------------- | ---------------------- |
| Remixed | - Vydáno: 22. října 2013 (US) - Vydavatelství: Virgin | 21                     |

### Mixtapy
| Název                                                                                   | Detaily                         | Umístění v hitparádách | Umístění v hitparádách | Umístění v hitparádách | Umístění v hitparádách |
| Název                                                                                   | Detaily                         | UK                     | US                     | US Alt.                | US Rock                |
| --------------------------------------------------------------------------------------- | ------------------------------- | ---------------------- | ---------------------- | ---------------------- | ---------------------- |
| Other People's Heartache                                                                | - Vydáno: únor 2012 (UK)        | —                      | —                      | —                      | —                      |
| Other People's Heartache, Pt. 2                                                         | - Vydáno: prosinec 2012 (UK)    | —                      | —                      | —                      | —                      |
| VS. (Other People's Heartache, Pt. III)                                                 | - Vydáno: 8. prosince 2014      | 45                     | 87                     | 8                      | 12                     |
| Other People's Heartache, Pt. 4                                                         | - Vydáno: 7. prosince 2018 (UK) | —                      | —                      | —                      | —                      |
| "—" značí, že se nahrávka neumístila v hitparádách nebo v tomto území ani nebyla vydána |                                 |                        |                        |                        |                        |

## Extended play
| Laura Palmer EP                                                                         | - Vydáno: 14. listopadu 2011 (UK) - Vydavatelství: žádné | —   | —  | —  |
| Daytrotter Session                                                                      | - Vydáno: 22. května 2012 - Vydavatelství: Daytrotter    | —   | —  | —  |
| iTunes Festival: London 2012                                                            | - Vydáno: 11. září 2012 (UK) - Vydavatelství: Virgin     | —   | —  | —  |
| Live at Koko                                                                            | - Vydáno: 24. února 2013 (UK) - Vydavatelství: Virgin    | —   | —  | —  |
| Haunt                                                                                   | - Vydáno: 28. května 2013 (US) - Vydavatelství: Virgin   | 104 | 21 | 29 |
| iTunes Festival: London 2013                                                            | - Vydáno: 27. září 2013 (UK) - Vydavatelství: Virgin     | —   | —  | —  |
| Live in Mexico City 2014                                                                | - Vydáno: 2014 (US) - Vydavatelství: Virgin              | —   | —  | —  |
| Spotify Live                                                                            | - Vydáno: 2017 (US) - Vydavatelství: Virgin              | —   | —  | —  |
| Apple Music Festival: London 2016                                                       | - Vydáno: 26. května 2017 (US) - Vydavatelství: Virgin   | —   | —  | —  |
| Goosebumps                                                                              | - Vydáno: 4. prosince 2020 - Vydavatelství: Virgin       | —   | —  | —  |
| Roots of ReOrchestrated                                                                 | - Vydáno: 19. března 2021 - Vydavatelství: Virgin        | —   | —  | —  |
| Drink                                                                                   | - Vydáno: 23. dubna 2021 - Vydavatelství: Virgin         | —   | —  | —  |
| Apple Music Home Session: Bastille                                                      | - Vydáno: 3. prosince 2021 - Vydavatelství: Virgin       | —   | —  | —  |
| "&", Part One                                                                           | - Vydáno: 26. července 2024 - Vydavatelství: EMI         | —   | —  | —  |
| "&", Part Two                                                                           | - Vydáno: 13. září 2024 - Vydavatelství: EMI             | —   | —  | —  |
| "—" značí, že se nahrávka neumístila v hitparádách nebo v tomto území ani nebyla vydána |                                                          |     |    |    |

## Singly

### Jako hlavní umělec
| Název                                                                                   | Rok  | Umístění v hitparádách | Umístění v hitparádách | Umístění v hitparádách | Umístění v hitparádách | Umístění v hitparádách | Umístění v hitparádách | Umístění v hitparádách | Umístění v hitparádách | Umístění v hitparádách | Umístění v hitparádách | Certifikace | Album                                   |
| Název                                                                                   | Rok  | UK                     | AUS                    | AUT                    | BEL                    | GER                    | IRL                    | NZ                     | SWE                    | SWI                    | US                     | Certifikace | Album                                   |
| --------------------------------------------------------------------------------------- | ---- | ---------------------- | ---------------------- | ---------------------- | ---------------------- | ---------------------- | ---------------------- | ---------------------- | ---------------------- | ---------------------- | ---------------------- | --- | --------------------------------------- |
| "Flaws" / "Icarus"                                                                      | 2011 | —                      | —                      | —                      | —                      | —                      | —                      | —                      | —                      | —                      | —                      | | Bad Blood                               |
| "Overjoyed"                                                                             | 2012 | —                      | —                      | —                      | —                      | —                      | —                      | —                      | —                      | —                      | —                      | | Bad Blood                               |
| "Bad Blood"                                                                             | 2012 | 90                     | —                      | —                      | 55                     | —                      | —                      | —                      | —                      | —                      | 95                     | - BPI: Silver - RIAA: Gold | Bad Blood                               |
| "Flaws"                                                                                 | 2012 | 21                     | —                      | —                      | 57                     | —                      | —                      | —                      | —                      | —                      | —                      | - BPI: Gold - RIAA: Gold | Bad Blood                               |
| "Pompeii"                                                                               | 2013 | 2                      | 4                      | 3                      | 3                      | 6                      | 1                      | 8                      | 6                      | 5                      | 5                      | - BPI: 6× Platinum - ARIA: 9× Platinum - BEA: 2× Platinum - BVMI: 5× Gold - GLF: 7× Platinum - IFPI SWI: Gold - RIAA: 6× Platinum - RMNZ: Platinum | Bad Blood                               |
| "Laura Palmer"                                                                          | 2013 | 42                     | 26                     | —                      | 12                     | —                      | 29                     | —                      | —                      | —                      | —                      | - BPI: Silver | Bad Blood                               |
| "Things We Lost in the Fire"                                                            | 2013 | 28                     | —                      | 18                     | 10                     | 18                     | 33                     | 19                     | —                      | 53                     | —                      | - BPI: Gold - BVMI: Gold | Bad Blood                               |
| "Of the Night"                                                                          | 2013 | 2                      | 6                      | 15                     | 39                     | 10                     | 2                      | 28                     | 39                     | 19                     | —                      | - BPI: Platinum - ARIA: 2× Platinum - BVMI: Gold - GLF: Platinum                                                                                   | All This Bad Blood                      |
| "Oblivion"                                                                              | 2014 | 82                     | —                      | —                      | —                      | —                      | —                      | —                      | —                      | —                      | —                      | - BPI: Silver | Bad Blood                               |
| "Torn Apart" (feat. Grades)                                                             | 2014 | 196                    | —                      | —                      | 54                     | —                      | —                      | —                      | —                      | —                      | —                      | | VS. (Other People's Heartache, Pt. III) |
| "Good Grief"                                                                            | 2016 | 13                     | —                      | 33                     | 20                     | 46                     | 53                     | —                      | —                      | —                      | —                      | - BPI: 2x Platinum - BVMI: Gold | Wild World                              |
| "Send Them Off!"                                                                        | 2016 | 76                     | —                      | —                      | 50                     | —                      | —                      | —                      | —                      | —                      | —                      | - BPI: Silver | Wild World                              |
| "Blame"                                                                                 | 2016 | —                      | —                      | —                      | —                      | —                      | —                      | —                      | —                      | —                      | —                      | | Wild World                              |
| "Glory"                                                                                 | 2017 | —                      | —                      | —                      | 75                     | —                      | —                      | —                      | —                      | —                      | —                      | | Wild World                              |
| "World Gone Mad"                                                                        | 2017 | 66                     | —                      | —                      | 36                     | —                      | —                      | —                      | 99                     | 78                     | —                      | | Bright: The Album                       |
| "Quarter Past Midnight"                                                                 | 2018 | 65                     | —                      | —                      | 29                     | —                      | —                      | —                      | —                      | —                      | —                      | - BPI: Silver | Doom Days                               |
| "Happier" (s Marshmello)                                                                | 2018 | 2                      | 3                      | 5                      | 7                      | 9                      | 2                      | 3                      | 4                      | 10                     | 2                      | - BPI: 3× Platinum - ARIA: 6× Platinum - BEA: Platinum - BVMI: 3× Gold - GLF: 3× Platinum - IFPI AUT: Gold - RIAA: Diamond - RMNZ: 2× Platinum     | Singl bez alb                           |
| "Grip" (se Seeb)                                                                        | 2018 | —                      | —                      | —                      | 32                     | —                      | 95                     | —                      | —                      | —                      | —                      | | Other People's Heartache, Pt. 4         |
| "Doom Days"                                                                             | 2019 | 65                     | —                      | —                      | 73                     | —                      | —                      | —                      | —                      | —                      | —                      | | Doom Days                               |
| "Joy"                                                                                   | 2019 | 46                     | —                      | —                      | 24                     | —                      | 55                     | —                      | —                      | —                      | —                      | - BPI: Silver | Doom Days                               |
| "Those Nights"                                                                          | 2019 | —                      | —                      | —                      | —                      | —                      | —                      | —                      | —                      | —                      | —                      | | Doom Days                               |
| "Another Place" (s Alessia Cara)                                                        | 2019 | —                      | —                      | —                      | —                      | —                      | —                      | —                      | —                      | —                      | —                      | | Doom Days (This Got Out of Hand)        |
| "Can't Fight This Feeling" (feat. London Contemporary Orchestra)                        | 2019 | 39                     | —                      | —                      | 73                     | —                      | —                      | —                      | —                      | —                      | —                      | | Doom Days (This Got Out of Hand)        |
| "What You Gonna Do???" (feat. Graham Coxon)                                             | 2020 | —                      | —                      | —                      | 65                     | —                      | —                      | —                      | —                      | —                      | —                      | | Goosebumps EP                           |
| "Survivin'"                                                                             | 2020 | —                      | —                      | —                      | 54                     | —                      | —                      | —                      | —                      | —                      | —                      | | Goosebumps EP                           |
| "Distorted Light Beam"                                                                  | 2021 | —                      | —                      | —                      | —                      | —                      | —                      | —                      | —                      | —                      | —                      | | Give Me the Future                      |
| "Give Me the Future"                                                                    | 2021 | —                      | —                      | —                      | —                      | —                      | —                      | —                      | —                      | —                      | —                      | | Give Me the Future                      |
| "Thelma + Louise"                                                                       | 2021 | —                      | —                      | —                      | —                      | —                      | —                      | —                      | —                      | —                      | —                      | | Give Me the Future                      |
| "No Bad Days"                                                                           | 2021 | —                      | —                      | —                      | —                      | —                      | —                      | —                      | —                      | —                      | —                      | | Give Me the Future                      |
| "Shut Off the Lights"                                                                   | 2022 | —                      | —                      | —                      | —                      | —                      | —                      | —                      | —                      | —                      | —                      | | Give Me the Future                      |
| "Run Into Trouble" (s Alok)                                                             | 2022 | —                      | —                      | —                      | —                      | —                      | —                      | —                      | —                      | —                      | —                      | | Give Me the Future + Dreams of the Past |
| "Remind Me"                                                                             | 2022 | —                      | —                      | —                      | —                      | —                      | —                      | —                      | —                      | —                      | —                      | | Give Me the Future + Dreams of the Past |
| "Revolution"                                                                            | 2022 | —                      | —                      | —                      | —                      | —                      | —                      | —                      | —                      | —                      | —                      | | Give Me the Future + Dreams of the Past |
| "No Angels" (s Ella Eyre)                                                               | 2023 | —                      | —                      | —                      | —                      | —                      | —                      | —                      | —                      | —                      | —                      | | Bad Blood X                             |
| "Head Down" (s Lost Frequencies)                                                        | 2023 | 78                     | —                      | 58                     | 12                     | 28                     | —                      | —                      | —                      | 87                     | —                      | | All Stand Together                      |
| "—" značí, že se nahrávka neumístila v hitparádách nebo v tomto území ani nebyla vydána |      |                        |                        |                        |                        |                        |                        |                        |                        |                        |                        | |                                         |

### Jako vedlejší umělec
| Název                                                                                   | Rok  | Umístění v hitparádách | Umístění v hitparádách | Umístění v hitparádách | Umístění v hitparádách | Umístění v hitparádách | Umístění v hitparádách | Umístění v hitparádách | Umístění v hitparádách | Umístění v hitparádách | Umístění v hitparádách | Certifikace     | Album           |
| Název                                                                                   | Rok  | UK                     | AUS                    | AUT                    | BEL                    | GER                    | IRL                    | NZ                     | SCO                    | SWI                    | US                     | Certifikace     | Album           |
| --------------------------------------------------------------------------------------- | ---- | ---------------------- | ---------------------- | ---------------------- | ---------------------- | ---------------------- | ---------------------- | ---------------------- | ---------------------- | ---------------------- | ---------------------- | --------------- | --------------- |
| "Do They Know It's Christmas?" (jako Band Aid 30)                                       | 2014 | 1                      | 3                      | 5                      | 1                      | 2                      | 1                      | 2                      | 1                      | 5                      | 63                     | - BPI: Gold     | Singly bez alb  |
| "Bridge over Troubled Water" (jako Artists for Grenfell)                                | 2017 | 1                      | 53                     | 32                     | 76                     | —                      | 25                     | —                      | 1                      | 28                     | —                      | - BPI: Gold     | Singly bez alb  |
| "I Know You" (Craig David feat. Bastille)                                               | 2017 | 5                      | —                      | —                      | 66                     | 92                     | 30                     | —                      | 2                      | 65                     | —                      | - BPI: Platinum | The Time Is Now |
| "Times Like These" (jako Live Lounge Allstars)                                          | 2020 | 1                      | —                      | —                      | 89                     | —                      | 64                     | —                      | 1                      | —                      | —                      | - BPI: Silver   | Singl bez alb   |
| "Liar Liar" (Dylan featuring Bastille)                                                  | 2023 | —                      | —                      | —                      | —                      | —                      | —                      | —                      | —                      | —                      | —                      |                 | bude oznámeno   |
| "—" značí, že se nahrávka neumístila v hitparádách nebo v tomto území ani nebyla vydána |      |                        |                        |                        |                        |                        |                        |                        |                        |                        |                        |                 |                 |

### Promo singly
| Název                                         | Rok  | Album                            |
| --------------------------------------------- | ---- | -------------------------------- |
| "Hangin'"                                     | 2015 | Doom Days (This Got Out of Hand) |
| "Overload"                                    | 2015 | Kill Your Friends                |
| "Comfort of Strangers"                        | 2017 | Doom Days (This Got Out of Hand) |
| "Warmth (Live from Elbphilharmonie, Hamburk)" | 2021 | Roots of ReOrchestrated          |

## Další umístěné písně
| Název                                                                                   | Rok  | Umístění v hitparádách | Umístění v hitparádách | Umístění v hitparádách | Umístění v hitparádách | Umístění v hitparádách | Album                                   |
| Název                                                                                   | Rok  | UK                     | BEL                    | IRL                    | SCO                    | US Rock                | Album                                   |
| --------------------------------------------------------------------------------------- | ---- | ---------------------- | ---------------------- | ---------------------- | ---------------------- | ---------------------- | --------------------------------------- |
| "Poet"                                                                                  | 2013 | 121                    | —                      | —                      | —                      | —                      | All This Bad Blood                      |
| "The Silence"                                                                           | 2013 | 113                    | —                      | —                      | —                      | —                      | All This Bad Blood                      |
| "The Draw"                                                                              | 2013 | 104                    | —                      | —                      | —                      | —                      | All This Bad Blood                      |
| "What Would You Do?"                                                                    | 2013 | 124                    | —                      | —                      | —                      | —                      | All This Bad Blood                      |
| "Skulls"                                                                                | 2013 | 169                    | —                      | —                      | —                      | —                      | All This Bad Blood                      |
| "Pompeii/Waiting All Night" (s Rudimental feat. Ella Eyre)                              | 2014 | 21                     | —                      | 42                     | 24                     | —                      | Singl bez alb                           |
| "bad_news"                                                                              | 2014 | 98                     | —                      | —                      | 60                     | —                      | Oblivion                                |
| "The Driver"                                                                            | 2014 | 169                    | —                      | —                      | 95                     | —                      | VS. (Other People's Heartache, Pt. III) |
| "Fake It"                                                                               | 2016 | 83                     | —                      | —                      | 54                     | 28                     | Wild World                              |
| "Warmth"                                                                                | 2017 | —                      | 52                     | —                      | —                      | —                      | Wild World                              |
| "Basket Case"                                                                           | 2017 | —                      | —                      | —                      | —                      | 49                     | The Tick                                |
| "Bad Decisions"                                                                         | 2019 | —                      | —                      | —                      | —                      | 50                     | Doom Days                               |
| "Another Place"                                                                         | 2019 | —                      | —                      | —                      | —                      | 38                     | Doom Days                               |
| "Admit Defeat"                                                                          | 2019 | —                      | 77                     | —                      | —                      | —                      | Doom Days (This Got Out of Hand)        |
| "Merry Xmas Everybody"                                                                  | 2020 | —                      | —                      | —                      | —                      | —                      | Nest Christmas Number Ones              |
| "—" značí, že se nahrávka neumístila v hitparádách nebo v tomto území ani nebyla vydána |      |                        |                        |                        |                        |                        |                                         |

## Další certifikované písně
| Název    | Rok  | Certifikace   | Album     |
| -------- | ---- | ------------- | --------- |
| "Icarus" | 2013 | - BPI: Silver | Bad Blood |

## Spolu umělec
| Název               | Rok  | Další umělec | Album                                  |
| ------------------- | ---- | ------------ | -------------------------------------- |
| "Died in Your Arms" | 2013 | žádné        | Virgin Records: 40 Years of Disruption |
| "We Can't Stop"     | 2014 | žádné        | BBC Radio 1's Live Lounge 2014         |
| "7 Days/Final Song" | 2016 | žádné        | BBC Radio 1's Live Lounge 2016         |
| "Won't Let You Go"  | 2019 | Frenship     | Vacation                               |

## Videoklipy
| Název                                       | Rok  | Režisér                       |
| ------------------------------------------- | ---- | ----------------------------- |
| "Overjoyed"                                 | 2012 | Courtney Phillips             |
| "Bad Blood"                                 | 2012 | Olivier Groulx                |
| "Flaws"                                     | 2012 | Austin Peters                 |
| "Pompeii"                                   | 2013 | Jesse John Jenkins            |
| "Laura Palmer"                              | 2013 | Austin Peters                 |
| "Things We Lost in the Fire"                | 2013 | Naor Aloni                    |
| "Of the Night"                              | 2013 | Dave Ma                       |
| "Oblivion"                                  | 2014 | Austin Peters                 |
| "bad_news"                                  | 2014 | Tom Middleton                 |
| "Torn Apart" (vs. Grades)                   | 2014 | Tim Mattia                    |
| "Good Grief"                                | 2016 | NYSU                          |
| "Fake It"                                   | 2016 | Crooked Cynics                |
| "Send Them Off!"                            | 2016 |                               |
| "Blame"                                     | 2016 | Elliott Sellers               |
| "Glory"                                     | 2017 | Daniel Brereton               |
| "World Gone Mad"                            | 2017 | David Ayer                    |
| "Help Me Chase Those Seconds"               | 2017 | Crooked Cynics                |
| "Quarter Past Midnight"                     | 2018 | Austin Peters                 |
| "Happier" (s Marshmello)                    | 2018 | Mercedes Bryce Morgan         |
| "Grip" (se Seeb)                            | 2019 | Noah Duran                    |
| "Doom Days"                                 | 2019 | Crooked Cynics                |
| "Joy"                                       | 2019 |                               |
| "Those Nights"                              | 2019 | Crooked Cynics                |
| "Bad Decisions"                             | 2019 | Zac Ella & Emile Rafael       |
| "Another Place" (feat. Alessia Cara)        | 2019 | Anna Radchenko                |
| "What You Gonna Do???" (feat. Graham Coxon) | 2020 | Rezza Dolatabadi              |
| "Survivin'"                                 | 2020 | Rezza Dolatabadi              |
| "Distorted Light Beam"                      | 2021 | Jak Payne                     |
| "Thelma + Louise"                           | 2021 | Balázs Simon                  |
| "No Bad Days"                               | 2021 | Dan Smith & The Trash Factory |
| "Shut Off the Lights"                       | 2022 | Three Shades                  |
| "Remind Me"                                 | 2022 | Brett Danton                  |
| "Revolution"                                | 2022 | Three Shades                  |

## Remixy
| Název             | Rok  | Umělec          | Album                   |
| ----------------- | ---- | --------------- | ----------------------- |
| "Stop & Stare"    | 2011 | Fenech-Soler    | Bez alb                 |
| "Bloody Shirt"    | 2012 | To Kill a King  | Bez alb                 |
| "It's Time"       | 2012 | Imagine Dragons | Radioactive (singl)     |
| "U Got the Power" | 2013 | Swiss Lips      | U Got The Power (singl) |
| "Are You Sure"    | 2013 | David Lynch     | The Big Dream           |
| "Hard As Hello"   | 2014 | Kimberly Anne   | Hard As Hello           |
| "I Bet My Life"   | 2015 | Imagine Dragons | Smoke + Mirrors         |
| "Greek Tragedy"   | 2015 | The Wombats     | Glitterbug              |